# 市川團十郎 (初代)

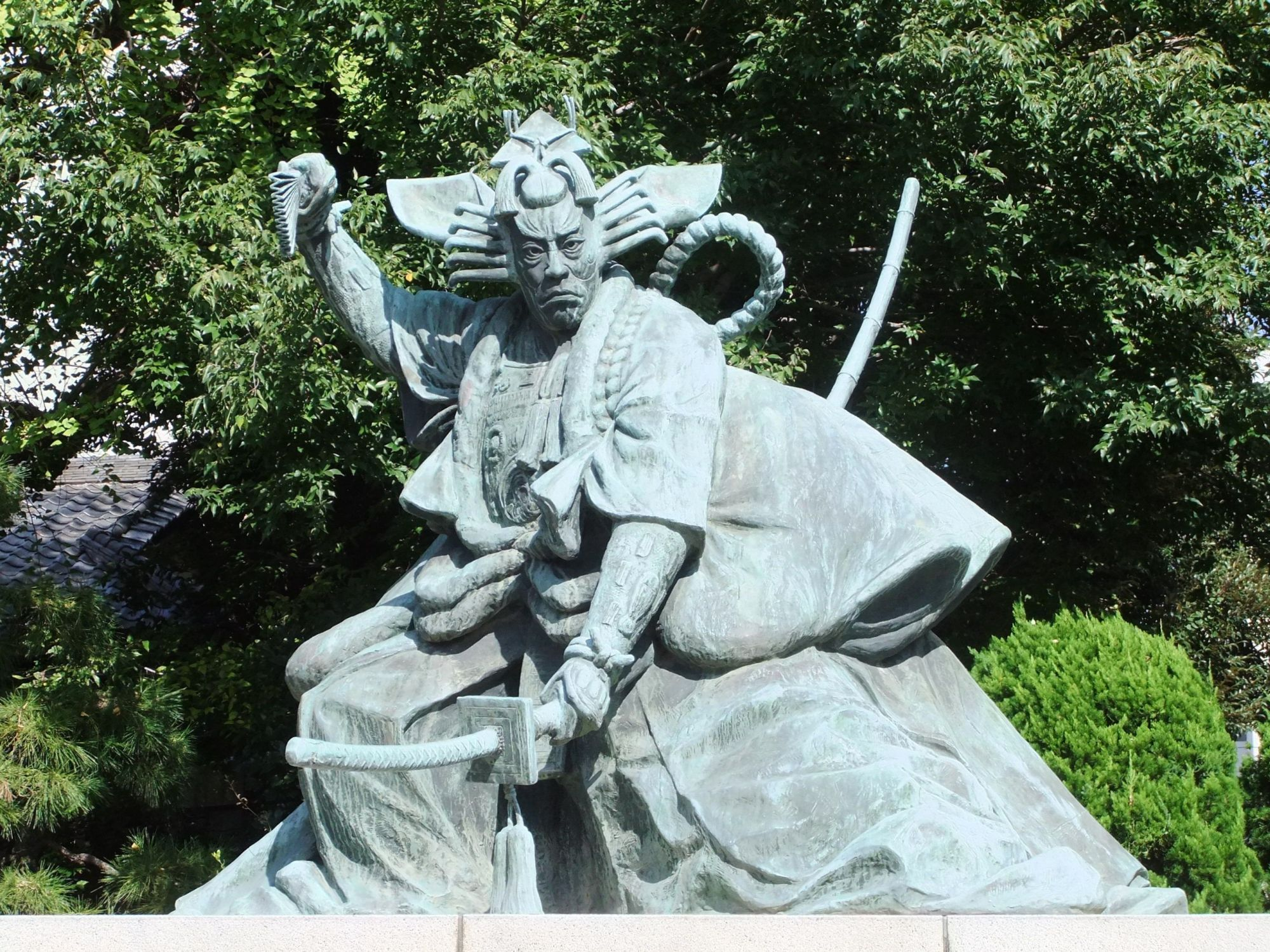
初代團十郎が始めた元禄見得（銅像のモデルは九代目）

初代 市川 團十郎（いちかわ だんじゅうろう、万治3年〈1660年〉- 元禄17年2月19日〈1704年3月24日〉）は、元禄歌舞伎を代表する江戸の役者。立役を得意とし、荒事芸を歌舞伎に導入した。團十郎が考案した見得は「元禄見得」と呼ばれる。舞台上で生島半六に刺殺された。名跡市川團十郎の始祖。

## 歴史
初代市川團十郎の父は甲州出身で、異名を「面疵（つらきず）の重蔵」、「菰（こも）の十蔵」と呼ばれた侠客だったという。さらにさかのぼると武士で後北条氏の家来であったという説もあるが、これは甲州の出ということ以外は疑わしい。「菰の十蔵」というのは十蔵が非人出身なのでお菰（コジキ）の意味でそう呼ばれたものとされる。十蔵は甲州から出てしばらく下総国に住んだのち、江戸和泉町に住み着いたといわれている。
昭和初期に山梨県笛吹市一宮町の旧家で発見された堀越氏系図によると、遠祖は能係を務めた武田家臣で、初代團十郎の曾祖父にあたる堀越十郎が市川三郷町上野の地を領し、武田滅亡後に下総国へ落ち延びたという。ただし市川宗家は、初代團十郎は成田山新勝寺にほど近い幡谷の出身で、新勝寺とは少なからず縁があったと公式に表している。これが「成田屋」という市川宗家の屋号の由来である。
近世初期には長吏頭・弾左衛門の支配下にあった。しかし、歌舞伎関係者は自分たちの人気を背景に悪辣な弾左衛門支配からの脱却をめざした。宝永5年（1708年）に弾左衛門との間で争われた訴訟をきっかけに、「独立」をはたす。江戸歌舞伎を代表する市川團十郎家は、このことを記念する『勝扇子（かちおうぎ）』という書物を家宝として伝承していた。この訴訟が、歌舞伎十八番の1つ『助六由縁江戸桜（すけろくゆかりのえどざくら）』成立の契機となったという説もある。歌舞伎役者はその後も行政的に差別的に扱われた。天保の改革時には浅草猿若町に集住を命ぜられ、市中を歩く際には笠をかぶらなくてはならないなどといった規制も受けた。歌舞伎が法的に被差別の立場から解放されるのは、明治維新後のことだった。

## 経歴
幼少の頃の事績はほとんど伝わらない。幼い頃より家の近所にあった芝居小屋にもぐりこんでいたと言われる。芝居好きが高じて12歳で芝居の道に入り、延宝元年 (1673年)、14歳で初舞台を踏む。最初は市川海老蔵を名乗ったが、延宝3年 (1675年) から市川團十郎を名乗る。同8年 (1680年) につとめた『遊女論』の不破伴左衛門が当たり役となった。
貞享2年 (1685年)、江戸市村座において『金平六条通』の坂田金平を勤め、それまでの初期歌舞伎にあった「荒武者事」と金平浄瑠璃の荒事とを加味して、歌舞伎における荒事芸を完成させた。これによって江戸で絶大な人気を得、以後230余年にわたって江戸歌舞伎の頂点に君臨した市川宗家の基礎を築くことになる。
元禄6年 (1693年)、上洛して京都の舞台に出演するが評判は悪く、1年あまりで江戸に帰る。ただしこのとき椎本才麿に入門して、才牛の俳名を得た。
狂言作者としても三升屋兵庫（みますや ひょうご）の名で活躍し、『参会名護屋』などの作品を残している。初期の荒事が歌舞伎のなかに定着してゆく過程において、團十郎が役者と作者を兼ねたことは、市川家の荒事芸が独自の性格を持つことに繋がった。
元禄17年2月19日（1704年3月24日）、市村座で『わたまし十二段』の佐藤忠信役を演じている最中に、役者の生島半六に舞台上で刺殺された。享年45。半六は逮捕されたが、動機を語らないまま獄死した。一説に、半六は自身の息子が虐待を受けたことで團十郎を恨んでいたとも言われるが、明確な証拠はなく、この事件の真相は現在も不明である。墓所は青山霊園の合祀墓。

## 文献
- 服部幸雄『市川團十郎代々』、講談社、2002年／講談社学術文庫、2020年
- 西山松之助『市川団十郎』、吉川弘文館〈人物叢書〉、新装版1987年